# Samuel Neva
 Samuel Néva  (n. 15 de mayo de 1981 en Le Mans) es un futbolista francés que juega actualmente como lateral izquierdo para el Apollon Limassol de la Primera División de Chipre.

## Trayectoria
| Club             | País    | Año       |
| ---------------- | ------- | --------- |
| Stade Lavallois  | Francia | 1999-2004 |
| Le Havre         | Francia | 2004-2005 |
| Grenoble         | Francia | 2005-2007 |
| FCM Bruselas     | Bélgica | 2007      |
| FC Verbroedering | Bélgica | 2007-2009 |
| Apollon Limassol | Chipre  | 2009-     |